# Lubawa (przedsiębiorstwo)
Lubawa S.A. – polska spółka akcyjna, podmiot dominujący w Grupie Lubawa. Głównymi produktami są techniczne tkaniny powlekane, namioty, hełmy, kamizelki kuloodporne. Spółka realizuje zamówienia dla służb mundurowych – wojska, policji, straży granicznej, straży pożarnej, sił specjalnych oraz na potrzeby funkcjonariuszy straży miejskiej i pracowników ochrony. Lubawa S.A. jest także producentem produktów bezpieczeństwa i higieny pracy, ochrony pracowników oraz produktów turystycznych.

## Historia
- W roku 1951 powstało Przedsiębiorstwo Państwowe Wschodnie Zakłady Przemysłu Lniarskiego, produkujące konfekcję techniczną na potrzeby Ministerstwa Obrony Narodowej, Ministerstwa Spraw Wewnętrznych i Straży Pożarnej.
- W czasie funkcjonowania przedsiębiorstwa wielokrotnie zmieniano jego nazwę.
- W dniu 24 kwietnia 1991 r. zostało przekształcone w jednoosobową spółkę Skarbu Państwa pod firmą Zakłady Konfekcji Technicznej „Lubawa” Sp. z o.o.[1]
- 30 listopada 1995 roku powstała spółka ZKT „Lubawa” S.A.; rejestracji dokonał Sąd Rejonowy w Olsztynie.
- Od roku 1996 jest notowana na Giełdzie Papierów Wartościowych w Warszawie.
- W roku 2003 Spółka zmieniła nazwę na „Lubawa” Spółka Akcyjna.
- W 2010 r. przeniesiono główną siedzibę spółki z Lubawy do Ostrowa Wielkopolskiego.
- W rok później siedzibę do Ostrowa przeniosła również filia z Grudziądza (gdzie znajdowała się powlekarnia należąca do Lubawa S.A.).
- W 2011 roku powstaje Grupa Lubawa ze spółką dominującą Lubawa S.A., w skład której ponadto weszły spółki Litex, Effect-System i Miranda[2].
- Końcówka roku 2013 przynosi zapoczątkowanie działalności spółki Lubawa Armenia.
- W lutym 2014 roku zainicjowano działalność spółki Lubawa USA, której biuro mieści się w Waszyngtonie.

## Charakterystyka produkcji

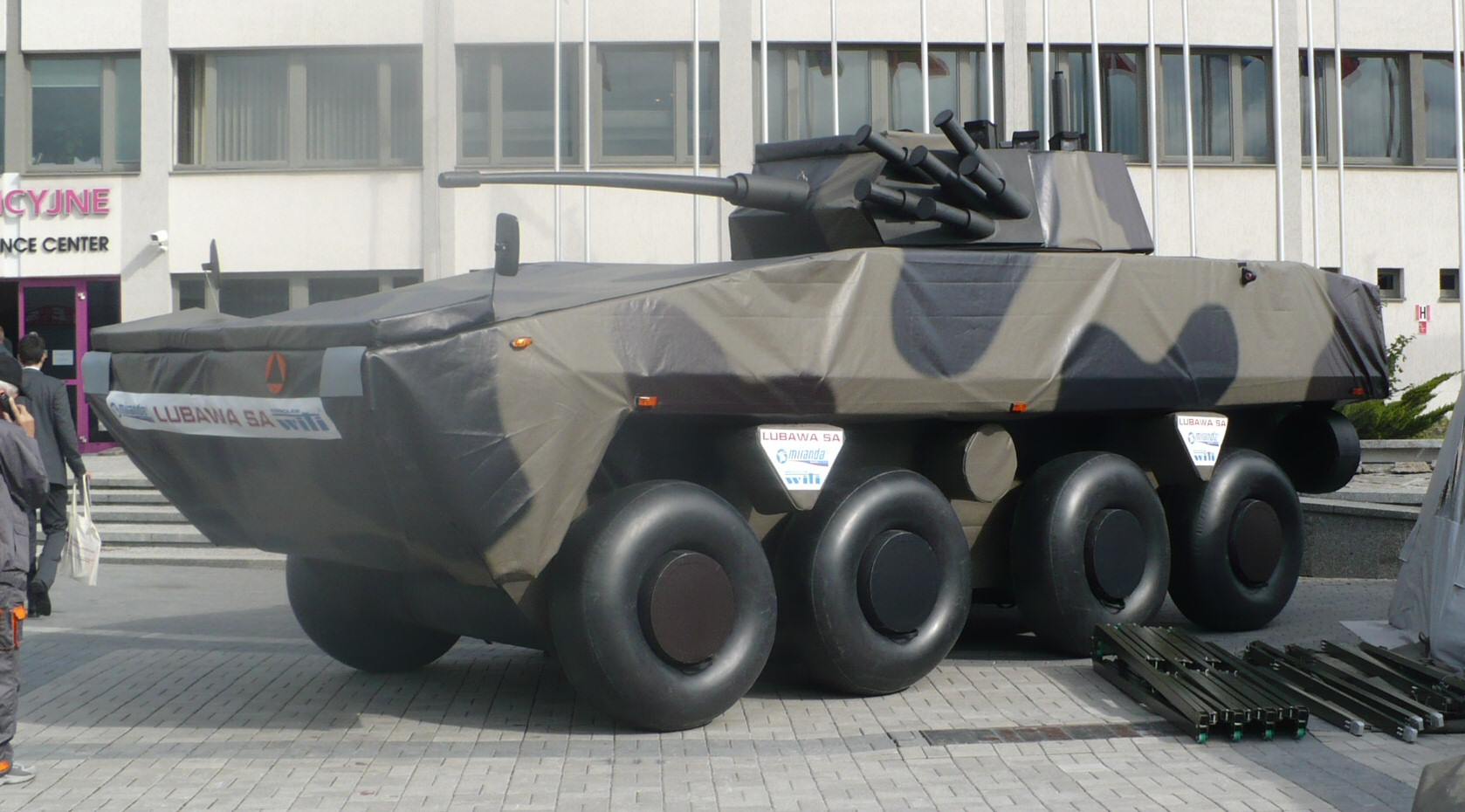
Nadmuchiwana makieta Rosomaka

Spółka specjalizuje się w produkcji sprzętu i konfekcji dla służb mundurowych. Wśród produktów spółki znajdują się kamizelki kuloodporne, kamizelki do skrytego noszenia i produkty z segmentu wyposażenia indywidualnego żołnierza, tj. hełmy balistyczne, umundurowanie, akcesoria balistyczne oraz obuwie.
Do produkowanych przez Lubawa S.A. sprzętów należą również zapory przeciwpowodziowe, łodzie ratownicze oraz makiety pneumatyczne do pozoracji sprzętu wojskowego.
Ze względu na wyspecjalizowane zaplecze do produkcji tkanin i dzianin technicznych, gum i tkanin gumowanych Lubawa S.A. posiada bogatą ofertę odzieży przeciwchemicznej, namiotów pneumatycznych i stelażowych. Lubawa S.A. dostarcza również sprzęt pożarniczy w postaci skokochronów, zbiorników na wodę, sprzętu pływającego oraz sprzętu BHP stosowanego w pracach na wysokości.
W ofercie produktowej Lubawa S.A. znajdują się także produkty do wyposażenia dla lotnictwa, m.in. osłony balistyczne, przeciwodłamkowe, nakładki na siedzenia dla pilotów, łodzie i kamizelki ratownicze.
Grupa Lubawa po powstaniu stała się jednym z największych polskich producentów sprzętu specjalnego, zarówno na potrzeby krajowe, jak i na eksport, który jest istotnym źródłem przychodów.